# Giải bóng đá U-9 Quốc gia Việt Nam
Giải bóng đá U-9 Quốc gia Việt Nam (hay còn gọi là Giải bóng đá U-9 toàn quốc) là giải đấu bóng đá quốc gia thường niên dành cho lứa tuổi dưới 9 do báo Thiếu niên Tiền phong và Nhi đồng và Liên đoàn bóng đá Việt Nam phối hợp tổ chức. Giải được thi đấu trên sân futsal.

## Các đội đoạt huy chương
| Năm  | Nơi đăng cai | Chung kết            | Chung kết | Chung kết           | Hạng ba                                                     |
| Năm  | Nơi đăng cai | Vô địch              | Tỷ số     | Á quân              | Hạng ba                                                     |
| ---- | ------------ | -------------------- | --------- | ------------------- | ----------------------------------------------------------- |
| 2021 | Thanh Hóa    | Sông Lam Nghệ An     | 3–1       | Bình Dương          | Ngọc Hùng Thành phố Hồ Chí Minh và Liên đoàn bóng đá Hà Nội |
| 2022 | Đắk Lắk      | Sông Lam Nghệ An (2) | 5–0       | Việt Hùng Thanh Hóa | Thuận An Bình Dương và Hà Nội                               |
| 2023 | Bắc Ninh     | Hà Nội               | 1–0       | Việt Hùng Thanh Hóa | Thuận An Bình Dương và Sông Lam Nghệ An                     |
| 2024 | Gia Lai      | Gia Bảo Hải Dương    | 2–0       | Sông Lam Nghệ An    | Hà Nội và Thành phố Hồ Chí Minh                             |

## Bảng tổng sắp huy chương
| Hạng | Đội bóng                    | Vô địch | Á quân | Hạng ba |
| ---- | --------------------------- | ------- | ------ | ------- |
| 1    | Sông Lam Nghệ An            | 2       | 1      | 1       |
| 2    | Hà Nội                      | 1       | 0      | 2       |
| 3    | Hải Dương                   | 1       | 0      | 0       |
| 4    | Thanh Hóa                   | 0       | 2      | 0       |
| 5    | Bình Dương                  | 0       | 1      | 2       |
| 6    | Liên đoàn bóng đá Hà Nội    | 0       | 0      | 1       |
| 6    | Thành phố Hồ Chí Minh       | 0       | 0      | 1       |
| 6    | Trung tâm bóng đá Ngọc Hùng | 0       | 0      | 1       |